# Gianni Del Buono
Giovanni „Gianni“ Del Buono (* 1. Oktober 1943 in Ancona) ist ein ehemaliger italienischer Leichtathlet, der sich auf den Mittelstreckenlauf spezialisiert hat. Seine Ehefrau Rossella Gramola sowie seine Tochter Federica Del Buono waren ebenfalls als Leichtathletinnen aktiv.

## Sportliche Laufbahn
Erste internationale Erfahrungen sammelte Gianni Del Buono vermutlich im Jahr 1963, als er bei den Mittelmeerspielen in Neapel mit 1:52,9 min in der Vorrunde im 800-Meter-Lauf ausschied. 1965 gelangte er bei den Sommer-Universiade in Budapest mit 3:48,7 min auf den neunten Platz im 1500-Meter-Lauf und 1967 belegte er bei den Studentenweltspielen in Tokio in 1:49,2 min den achten Platz über 800 Meter. Zudem gewann er über 1500 Meter in 3:44,0 min die Bronzemedaille hinter dem Westdeutschen Bodo Tümmler und David Bailey aus Kanada. Im Jahr darauf nahm er an den Olympischen Sommerspielen in Mexiko-Stadt teil und schied dort mit 1:50,23 min und 3:48,41 min jeweils in der ersten Runde über 800 und 1500 Meter aus. 1969 belegte er bei den Europäischen Hallenspielen in Belgrad in 3:46,9 min den vierten Platz über 1500 Meter und im Jahr darauf gewann er bei der Sommer-Universiade in Turin in 3:53,0 min die Bronzemedaille hinter seinem Landsmann Francesco Arese und John Kirkbride aus dem Vereinigten Königreich. 1971 sicherte er sich bei den Halleneuropameisterschaften in Sofia in 3:42,1 min die Bronzemedaille hinter dem Polen Henryk Szordykowski und Wolodymyr Pantelej aus der Sowjetunion. Im August kam er dann bei den Freiluft-Europameisterschaften in Helsinki mit 4:01,8 min nicht über den Vorlauf hinaus. Im Jahr darauf nahm er über 1500 Meter erneut an den Olympischen Sommerspielen in München teil und schied dort mit 3:42,0 min im Halbfinale aus. Daraufhin trat er nicht mehr international in Erscheinung.
1970 wurde Del Buono italienischer Meister im 800-Meter-Lauf sowie 1969 und 1973 über 1500 Meter. 1971 wurde er zudem Hallenmeister über 1500 Meter sowie in den Jahren 1972 und 1973 im 3000-Meter-Lauf. 1971 wurde er Landesmeister im Crosslauf.